# ステザム (ミサイル駆逐艦)
| USS Stethem (DDG-63) | |
| 艦歴                 | |
| 発注                 | 1990年2月22日                                                                                              |
| 起工                 | 1993年5月11日                                                                                              |
| 進水                 | 1994年6月17日                                                                                              |
| 就役                 | 1995年10月21日                                                                                             |
| 退役                 | |
| その後               | 就役中 |
| 要目                 | |
| 排水量               | 満載: 8,362 トン                                                                                           |
| 全長                 | 153.9 m (505 ft)                                                                                           |
| 全幅                 | 20.1 m (66 ft)                                                                                             |
| 吃水                 | 9.4 m (31 ft)                                                                                              |
| 機関                 | COGAG方式                                                                                                  |
| 機関                 | LM 2500-30ガスタービンエンジン (27,000shp) ×4基                                                            |
| 機関                 | 可変ピッチプロペラ（5翅）×2軸                                                                              |
| 最大速               | 31ノット                                                                                                   |
| 航続距離             | 4,400 海里（20ノット時）                                                                                   |
| 乗員                 | 士官、兵員 337名                                                                                           |
| 兵装                 | Mk.45 mod.2 5インチ単装砲 ×1基                                                                             |
| 兵装                 | Mk.38 25mm単装機関砲 ×2基                                                                                  |
| 兵装                 | Mk.15 20mmCIWS×2基                                                                                         |
| 兵装                 | M2 12.7mm機銃 ×4挺                                                                                         |
| 兵装                 | Mk.41 mod.2 VLS ×90セル - SM-2MR/ER SAM - SM-3 ABM - ESSM 短SAM - VLA SUM - トマホーク SLCM などを発射可能 |
| 兵装                 | ハープーンSSM 4連装発射筒×2基                                                                              |
| 兵装                 | Mk.32 3連装短魚雷発射管×2基                                                                                |
| 艦載機               | ヘリコプター甲板のみ, 格納庫なし                                                                           |
| C4ISTAR              | AWS B/L 5 (Mk.99 GMFCS×3基)                                                                                |
| C4ISTAR              | AN/SQQ-89                                                                                                  |
| センサ               | AN/SPY-1D 多機能レーダー×4面                                                                               |
| センサ               | AN/SPS-67 対水上レーダー×1基                                                                               |
| センサ               | AN/SQS-53C艦首装備ソナー                                                                                   |
| センサ               | AN/SQR-19 曳航ソナー                                                                                       |
| 電子戦               | AN/SLQ-32(V)2 ESM装置                                                                                      |
| 電子戦               | Mk.36 mod.12 デコイ発射装置                                                                                |
| モットー             | Steadfast And Courageous                                                                                   |

ステザム (英語: USS Stethem, DDG-63) は、アメリカ海軍のミサイル駆逐艦。アーレイ・バーク級ミサイル駆逐艦の13番艦。

## 艦歴
1992年5月18日に建造が始まりミシシッピ州パスカグーラにあるリットン・インダストリーズのインガルス造船で1993年5月11日に起工、1994年6月17日に進水し、1994年7月16日にパトリシア・L・ステザム夫人によって命名された。
艦名のステザムは1985年のトランス・ワールド航空847便テロ事件で犯人に殺害されたロバート・ステザム二等水兵に因む。命名したステザム夫人は彼の母親である。
その後ステザムはパナマ運河を通過し、1995年10月21日にカリフォルニア州ポートワイニーミで就役した。続いて新しい母港のサンディエゴに移動する。
2006年10月、横須賀基地に配備、ミサイル防衛対応艦船。
2019年4月26日、強襲揚陸艦「ワスプ」と共にアメリカ本国サンディエゴへ帰還することが決定した。
2019年7月3日、横須賀基地を離れサンディエゴへ移動したと発表された。